# Marbla
Marbla is een geslacht van vlinders van de familie spinneruilen (Erebidae), uit de onderfamilie Lymantriinae.

## Soorten
- M. affinis (Hering, 1926)
- M. divisa (Walker, 1855)
- M. haplora Collenette, 1954
- M. paradoxa (Hering, 1926)